# Chlamydomonas fenestrata
Chlamydomonas fenestrata là một loài tảo trong họ Chlamydomonadaceae, thuộc chi Chlamydomonas.